# 존 스톡웰
존 스톡웰(John Stockwell, 1961년 3월 25일 ~ )은 미국의 배우, 영화 감독이다.

## 작품 목록

### 영화 연출
- 투리스터스 (2006)
- 다크 타이드 (2012, Dark Tide)
- 인 더 블러드 (2014)

### 영화 각본
- 록 스타 (2001)

### 영화 출연
- 탑건 (1986)